# Blabbermouth
Blabbermouth — новостной веб-сайт, посвящённый музыкальным жанрам метал и рок. Помимо новостей содержит также рецензии на музыкальные альбомы и DVD. Blabbermouth.net был описан газетой The London Free Press как «надёжный ресурс и фан-сайт». Blabbermouth.net широко цитируется в качестве авторитетного источника, на сайт, в частности, ссылаются The London Free Press, New Musical Express, MTV.com, the Toronto Sun, the Baltic News Service, the St. Petersburg Times, News.com.au, и OC Weekly.

## История
Основатель сайта Боривой Кргин придумал концепцию Blabbermouth в январе 2000 года. Его друг и основатель Century Media Records Роберт Кампф (Robert Kampf) предложил создать хэви-метал-портал для сбыта продукции звукозаписывающих компаний через этот портал. Однако Кргин эту идею не поддержал, а высказался за создание круглосуточного новостного сайта, поскольку хороших новостных сайтов тогда ещё не было. Боривой приступил к разработке сайта, первоначальная «примитивная» версия которого была запущена 3 марта 2001 года. Другой его друг и активист Roadrunner Records Монте Коннер (Monte Conner) предложил перенести сайт на серверы данного лейбла, чтобы Кргин мог сосредоточиться на содержании, а не на технических аспектах. Таким образом, Blabbermouth.net был официально открыт в октябре 2001 года.